# ليوناردو روجاس
ليوناردو روجاس (بالإسبانية: Leo Rojas)‏ هو لاعب كرة قدم بيروفي في مركز الدفاع، ولد في 9 أكتوبر 1961 في ليما في بيرو. لعب مع نادي يونيفرسيتاريو.

## وصلات خارجية
- ليوناردو روجاس على موقع الاتحاد الدولي (مؤرشف)  (الإنجليزية)
- ليوناردو روجاس على موقع قاعدة بيانات كرة القدم.إي يو (الإنجليزية)
- ليوناردو روجاس على موقع ناشيونال فوتبول تيمز (الإنجليزية)